# ジェラルド・ルドルフ・フォード
ジェラルド・ルドルフ・フォード（Gerald Rudolff Ford、1890年12月9日 - 1962年1月26日）は、アメリカ合衆国の実業家、共和党所属の政治家であり、第38代アメリカ合衆国大統領ジェラルド・R・フォードの養父である。大統領の名前は、母の再婚後に養父に合わせて改名したものである。

## 生涯
フォードはミシガン州グランドラピッズで生まれ、生涯そこで暮らした。父はジョージ・R・フォード(George R. Ford)、母はフランシス・ピクスリー(Frances Pixley)である。
1903年に父が鉄道事故で亡くなり、家計を支えるために学校を中退した。グランドラピッズ・ウッド・フィニッシング社で塗料のセールスマンとして働き、ここでドロシー・エア・ガードナー・キングと出会った。ドロシーは夫のレズリー・リンチ・キングから身体的虐待を受けており、後の大統領となる息子（当時はレズリー・リンチ・キング・ジュニア）が生まれた16日後にネブラスカ州オマハの家を飛び出して、グランドラピッズに住んでいた実の両親のもとへ逃げていた。
ドロシーと夫の離婚が成立した後、1917年2月1日に2人は結婚した。このとき、ドロシーの息子のレズリーは3歳だった。2人はレズリーのことを「ジェラルド」と呼ぶようになった。フォードとドロシーの間には、トーマス・ガードナー・フォード（1919年7月15日 - 1995年8月28日）、リチャード・アディソン・フォード（Richard Addison Ford, 1924年6月3日 - 2015年3月20日）、ジェームズ・フランシス・フォード（James Francis Ford, 1927年8月11日 - 2001年1月23日）の3人の息子が生まれた。フォードは後の大統領であるレズリー（ジェラルド）を法的に養子にすることはなかった。レズリーは養父と同じ名前を名乗って学校に入学し、父方の祖父母の死後の1935年、法的に養父と同じ名前（ただし、ミドルネームの綴りは一般的な"Rudolph"に変えている）に改名した。
フォードは1929年に自分の会社、フォード・ペイント・アンド・ヴァニッシュを創業した。創業直後に世界恐慌に見舞われ、フォードは従業員に週給5ドルで働くように求め、自身の給与も、従業員の給与が上げられるようになるまで同額にした。また、恵まれない青少年を支援する「ユース・コモンウェルス」の結成など、様々な慈善活動に積極的に取り組んだ。1944年から1948年までグランドラピッズ商工会議所の理事、ミシガン州ケント郡共和党委員会の委員長を務めた。1948年に息子が下院議員選挙に出馬したことを受けて、共和党委員会委員長を退任した。
フォードは4人の息子たちとともに、ボーイスカウトに積極的に参加していた。フォード大統領は、イーグルスカウト経験者では初の副大統領・大統領となった。
フォードは1962年1月26日にグランドラピッズで死去した。遺体はグランドラピッズのウッドローン墓地に埋葬され、後に妻も同じ墓に埋葬された。
フォード大統領は後に、養父との生活を振り返って、我が家には「真実を話すこと、よく働くこと、時間通りに夕食に来ること」の3つのルールがあったと語った。また、養父について次のように書いている。
彼は、私が自分の父だと信じて育った父であり、私が愛し、学び、尊敬した父だった。彼は私のお父さんだった……。お父さんは、私の生涯で知り合った人の中で、本当に傑出した人物の一人だった。